# Chasity Grant
Chasity Grant, née le 19 avril 2001 à Schiedam, est une footballeuse internationale néerlandaise, qui joue au poste d'ailière droite à Aston Villa.

## Biographie

### En club
Chasity Grant commence le football au SC Spaland dans la ville de Schiedam où elle grandit, avant de rejoindre le VV Zwaluwen à Flardingue. En 2017, elle rejoint et fait ses débuts avec l'équipe première de l'ADO La Haye.
Le 26 mai 2020, Chasity Grant signe un contrat d'un an en faveur de l'Ajax Amsterdam,. En juin 2023, elle prolonge son contrat avec le club qui arrivait à échéance jusqu'en 2025.
Le 15 novembre 2023, Grant dispute son premier match de Ligue des champions, pour les premiers matchs de l'histoire d'une équipe néerlandaise dans la phase de groupes de la compétition. Onze jours plus tard, elle dispute son centième match avec le club en déplacement chez l'AZ Alkmaar. Le 14 décembre 2023, elle inscrit le but égalisateur sur le terrain du Bayern Munich, qui sera décisif pour la qualification en quarts de finale de la Ligue des champions, stade auquel elle inscrit un nouveau but face à Chelsea. En mai 2024, Grant et ses coéquipières remportent la Coupe des Pays-Bas après une victoire face au Fortuna Sittard, pour laquelle Chasity Grant est élue joueuse du match.
Le 8 août 2024, Grant rejoint Aston Villa avec qui elle signe un contrat de trois saisons.

### En sélection
En 2019, Chasity Grant participe au Championnat d'Europe des moins de 19 ans au cours duquel les Néerlandaise atteignent les demi-finales.
Chasity Grant honore sa première sélection en équipe des Pays-Bas le 19 février 2022 face à la Finlande dans le cadre du Tournoi de France, en remplaçant sa coéquipière à l'Ajax Romée Leuchter à la 73e minute de la rencontre remportée trois à zéro.

## Palmarès
- Ajax Amsterdam
  - Vainqueuse du Championnat des Pays-Bas en 2023
  - Vainqueuse de la Coupe des Pays-Bas en 2022 et 2024
  - Vainqueuse de la Coupe Eredivisie en 2021